# Siti archeologici dell'Italia preistorica e protostorica
Per siti archeologici dell'Italia preistorica e protostorica si intende un elenco delle principali località italiane dove sono presenti scavi o materiale archeologico del periodo antecedente l'arrivo dei coloni della Magna Grecia, dei Cartaginesi o dei Romani.

## Descrizione
Il popolamento del territorio italiano risale alla preistoria, epoca di cui sono state ritrovate importanti testimonianze archeologiche. 
L'insedimento che ha restituito i reperti più antichi è quello di Pirro Nord nel Gargano in Puglia, che risale a 1 500 000 anni dal presente (BP - Before Present in inglese), anche se nuove stime lo retrodatano a 800 000 anni BP, con manufatti litici attribuiti all'olduvaiano, che supporta l'ipotesi del popolamento dell'Europa avvenuto lungo le coste mediterranee, a partire dal Vicino Oriente.
Al paleolitico appartengono numerosi siti archeologici come la grotta dell'Addaura, i Balzi rossi, Monte Poggiolo, il ponte di Veja, la Grotta Guattari, Gravina in Puglia, Altamura e Ceprano, e in alcune grotte in Sardegna centrale (Grotta Corbeddu di Oliena) che nella Sardegna settentrionale (Grotta di Su Coloru di Laerru) oltre alla scoperta nel 2011 di Amsicora (il più antico scheletro umano completo trovato in Sardegna).
Numerosi ritrovamenti documentano anche il periodo neolitico (cultura della ceramica cardiale, cultura dei vasi a bocca quadrata, cultura de Su Gorroppu, cultura di Filiestru), l'età del rame (cultura di Remedello, cultura del Rinaldone, cultura del Gaudo, cultura di Bonu Ighinu, cultura di San Ciriaco, sino alla cultura di Monte Claro), l'età del bronzo (incisioni rupestri della Val Camonica, cultura dei castellieri, cultura appenninica, cultura delle terramare, cultura protovillanoviana e la cultura di Bonannaro) e l'età del ferro, durante la quale alcune popolazioni raggiungono un discreto livello culturale e artistico, come la civiltà villanoviana e in Sardegna, la civiltà nuragica anche a livello tecnico costruttivo.
Le informazioni sugli abitanti dell'Italia in epoca preromana sono, in taluni casi, incomplete e soggette a verifica continua. Popoli indoeuropei, trasferitisi in Italia dall'Europa orientale e centrale in varie ondate migratorie (veneti, umbro-sanniti, latini, ecc.), si mescolano alle etnie preesistenti nel territorio, assorbendole, o stabilendo una forma di convivenza pacifica con esse. Nell'Italia settentrionale, accanto ai Celti (comunemente chiamati Galli), vi sono i Liguri (originariamente non indoeuropei poi fusisi con i Celti), mentre nell'Italia nord-orientale vivono i Paleoveneti, di origine incerta, forse italica o illirica o, secondo alcune fonti, provenienti dall'Asia Minore. Nell'Italia peninsulare, accanto agli Etruschi convivono popoli di origine indoeuropea definiti in epoca romana italici, fra cui Umbri, Latini, Sabini, Falisci, Volsci, Equi, Piceni, Sanniti, Apuli, Messapi, Lucani, Bruzi e Siculi. Altri popoli di origine incerta, erano presenti in Sicilia (Elimi e Sicani) ed in Sardegna, abitata fin dal II millennio a.C. da varie etnie nuragiche.

## Abruzzo
La presenza dell'uomo in Abruzzo è documentata fin dall'età paleolitica. In quell'epoca gli insediamenti umani erano numerosi e sparsi in tutta la regione. Nei pressi di Chieti e di Popoli Terme sono stati fatti ritrovamenti importanti: strumenti litici di ogni tipo ed ossa di animali lavorate. Il Mesolitico non ha lasciato tracce significative. 
Di epoca neolitica è invece il rilevante insediamento di Ripoli  frequentato almeno dal VI millennio a.C., nella valle del torrente Vibrata, vicino a Corropoli. Si tratta di un villaggio di capanne in cui si producevano ceramiche dipinte che hanno dato il nome ad un particolare tipo di cultura, detta appunto cultura di  Ripoli, diffusa in molte zone d'Abruzzo. La popolazione di Ripoli era stanziale, praticava l'inumazione, ed praticava principalmente l'agricoltura, ma anche anche l'allevamento e il commercio. Altri insediamenti neolitici importanti si trovano a Fonti Rossi di Lama dei Peligni, nell'area archeologica del Rio Tana di Lecce dei Marsi e nella Grotta dei Piccioni di Bolognano, risalenti almeno al VII millennio a.C.. 
Diversi altri siti hanno restituito tracce legate alla pratica di culti neolitici in Abruzzo e si trovano sia in grotta che in abitato e riguardano tutte le fasi del neolitico. Dell'Eneolitico restano testimonianze importanti nella piana del Fucino che segna anche il sorgere della cultura appenninica in Abruzzo. Tipiche di questa cultura sono le ceramiche nere con incisioni geometriche e una gran quantità di strumenti ed oggetti in bronzo. La cultura appenninica si sviluppò infatti in Abruzzo durante l'età del bronzo medio, a partire dal 1500 a.C. .

## Basilicata
I primi insediamenti umani scoperti in Basilicata risalgono al Paleolitico inferiore, periodo in cui i territori in prossimità dei fiumi e dei bacini lacustri costituivano l'habitat ideale per indiviudi del genere Homo e le sue attività vitali di caccia e raccolta. Le testimonianze di questa prima fase di civiltà sono emerse nel sito archeologico di Notarchirico a Venosa, dove nei pressi di antichi specchi d'acqua, sono stati ritrovati anche i resti di specie faunistiche oggi estinte, come l'elefante e il rinoceronte, e della  "tigre dai denti a sciabola", come anche nel sito paleolitico di Atella, dove in quelle che erano le sponde di un antico lago, sono stati ritrovati resti fossili e litici che raccontano della caccia all'elefante. I due siti hanno restituito reperti paleolitici faunistici e litici, riferibili a 630 000 anni dal presente, appartenenti alla cultura acheuleana, tra le più antiche evidenze riferibili a questa cultura in Europa; a Notarchirico poi è stato ritrovato un fossile di femore di un adolescente della specie Homo heidelbergensis. 
Al Neolitico risalgono ritrovamenti di utensili litici, come la ciottoli decorati con incisioni geometriche, rinvenuti nella grotta dei Pipistrelli e nella grotta Funeraria di Matera. Un insediamento costiero è emerso sul versante tirrenico, nelle grotte presso la spiaggia di Fiumicello di Maratea, dove agli utensili litici si accompagnano dei resti di fauna pleistocenica.
In Basilicata sono emersi diversi rifugi preistorici: le grotte di Latronico e di "Pietra della Mola" a Croccia Cognato (Accettura) e il riparo di Tuppo dei Sassi presso Filiano, dove è venuto alla luce un esempio di pittura rupestre del primo periodo post-glaciale o Mesolitico.
Risalgono all''età del Rame altri reperti delle grotte di Latronico, e i ritrovamenti funerari della grotta di Cervaro, presso Lagonegro, e quelli della Tomba di Panevino a Tursi. Sul promontorio di Capo la Timpa, presso Maratea, nasce nell'Età del bronzo un insediamento commerciale stabile entro capanne, il più antico centro di cultura appenninica sul mare conosciuto.
Le comunità indigene della prima età del ferro erano organizzate in grossi villaggi ubicati sugli altopiani, ai margini delle grandi pianure e dei corsi d'acqua, in luoghi consoni alla pastorizia ed all'agricoltura. Agglomerati che testimoniano questa fase sono considerati quelli di Anglona, situata sul displuvio delle fertili valli dell'Agri e del Sinni, Siris ed Incoronata-San Teodoro, sulla costa ionica; sulla collina immediatamente sovrastante la costa sul finire dell'VIII secolo a.C., si registra la presenza dei primi coloni greci, provenienti dalla Grecia insulare e dall'Asia Minore, spintisi al di qua del Mediterraneo alla ricerca di terre fertili da coltivare.
Sul versante tirrenico e nella conca del fiume Noce, i ritrovamenti archeologici databili tra il XI-VIII secolo a.C. sono quasi del tutto assenti. Ciò è dovuto probabilmente alla nascita delle colonie magno-greche, che provoca un nuovo assetto degli equilibri commerciali. Sopravvive invece una necropoli presso Castelluccio, mentre nell'entroterra nel parco archeologico di Serra di Vagliosono stati ritrovati resti di unabitato risale all'VIII secolo a.C., con nuclei di capanne separati da zone per le sepolture.

## Calabria

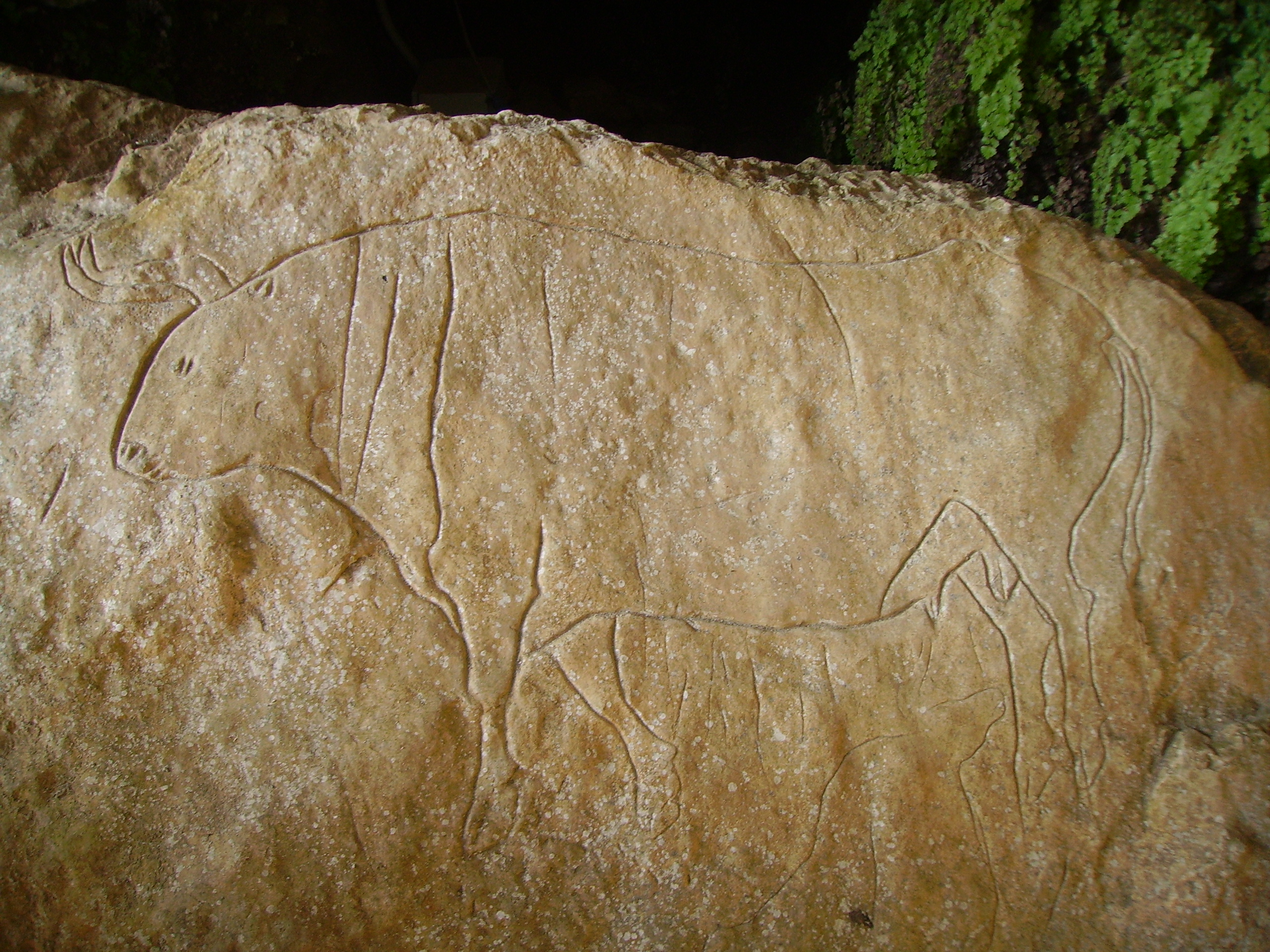
Graffito di un Bos Primigenius Grotta del Romito.

Le prime tracce della presenza dell'uomo in Calabria risalgono al Paleolitico come testimoniano i ritrovamenti nella grotta di Torre Talao a Scalea e quelli della Grotta del Romito a Papasidero in provincia di Consenza, tra i quali spicca per la sua valenza storico artistica l'incisione rupestre di un Bos primigenius incisa nella roccia tra i 14 000 e 12 000 anni dal presente. 
Tra i ritrovamenti archeologici più importanti risalente all'era dei metalli la necropoli di Torre Galli nei pressi di Vibo Valentia, dove sono state trovate oltre 300 sepoluture che hanno restituito armi e strumenti per filari e ornamenti femminili  e la necropoli di Sant'Onofrio a  Roccella Jonica, dove sul finire degli anni sessanta, furono condotti degli scavi che riportarono alla luce la necropoli risalente all'età del ferro.

## Campania
Le evidenze più antiche della presenza di ominidi in Campania sono quelle del sito archeologico di Ciampate del Diavolo nelle vicinanze del vulcano Roccamonfina in provincia di Caserta, dove si conservano impronte umane fossili attribuiti all'Homo heidelbergensis, ominide che visse nella zona circa 350 000 anni fa.
In provincia di Salerno è stata attestata la presenza di neanderthaliani, nelle grotte di Castelcivita, nella grotta Taddeo a Camerota e nel riparo del Molare a Scario, a partire almeno dal paleolitico medio.
A La Starza in provincia di Avellino sono stati rinvenuti reperti che testimoniano un'occupazione pluri-millenaria e pressoché ininterrotta durante tutto il neolitico e l'età del bronzo. I resti più antichi sono riferibili a un villaggio di capanne risalente alla fase antica del neolitico (V millennio a.C.), mentre più cospicui ed elaborati sono i rinvenimenti dell'età dei metalli (cuspidi di frecce, asce, lame ecc.), dai quali si evince la presenza di un quartiere artigianale specializzato nelle lavorazioni metallurgiche. Assai numerosi sono anche i reperti in ceramica locale risalenti principalmente all'età del bronzo medio (XVI-XIV secolo a.C.). Al neolitico appartengono diversi reperti litici e ceramici ritrovati nella grotta delle Noglie a Massa Lubrense sulla penisola sorrentina.

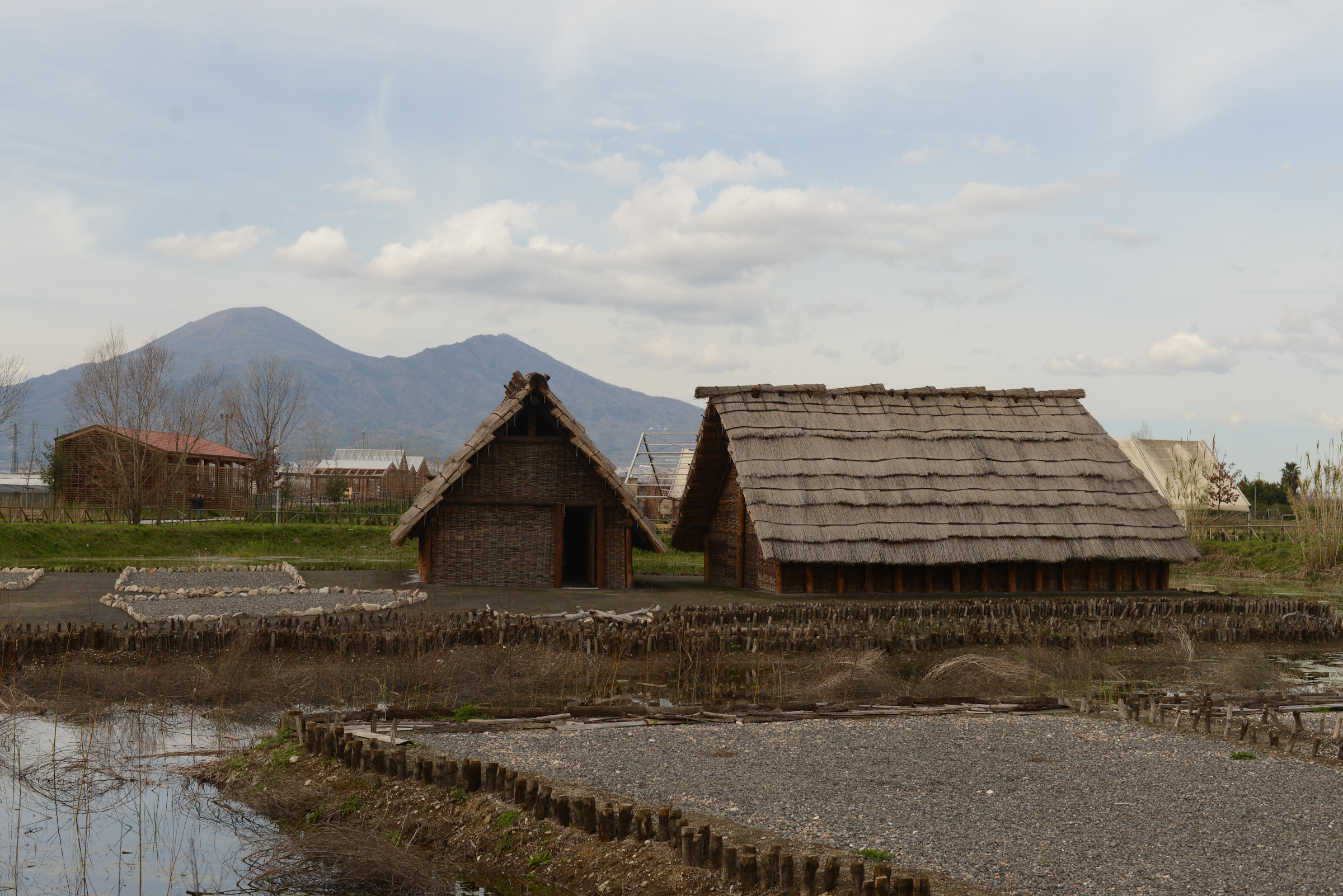
Parco archeologico del sito archeo-fluviale di Longola. Capanne del villaggio preistorico.

Alla prima età del bronzo risale il villaggio preistorico di Afragola, che potrebbe attestare la presenza dei Micenei in Campania, dove, oltre alle tracce dell'abitato preistorico, sono state trovate migliaia di impronte umane ed animali (tra i quali tori, capre, asini o cavalli, cani, gatti, cervi, porcospini e scoiattoli) impresse su diversi depositi sia all'interno del villaggio che su un raggio di 1 km; si ipotizza che alcune di queste appartenessero ad individui che stessero scappando dall'abitato per mettersi al riparo da un'eruzione vulcanica del Vesuvio. Sempre all'età del bronzo si fa risalire il villaggio di Croce del Papa a Nola, preservato dall'eruzione delle Pomici di Avellino che lo ricoprì. L'eccezionalità del sito, con la struttura ed il tetto in paglia delle capanne perfettamente conservate nello "stampo" creato dalla cenere vulcanica, testimonia lo stile di vita, l'economia e l'organizzazione di queste prime civiltà campane.
Sull'isola di Vivara nel golfo di Napoli sono state trovate evidenze di insediamenti databili tra il XVII e il XIV secolo a.C., se non micenei, quantomeno proto-micenei, che fanno ipotizzare che l'isola costituisse un nodo di collegamento e di commercio in una rete di comunicazioni marittime che collegava le regioni dell'alto Tirreno, sede di importanti affioramenti di minerali metallici, fra i quali il rame, con il Mediterraneo orientale. Il sito di Longola a Poggiomarino, una serie di abitati, sovrapposti l'uno all'altro, databili dalla tarda età del Bronzo (1000 a.C. circa) è attribuito al popolo dei Sarrasti, che abitava la valle del Sarno in epoca preromana.
| Sito archeologico           | Località moderna | Area     | Civiltà/antiche popolazioni | Principali monumenti/musei   | Foto |
| --------------------------- | ---------------- | -------- | --------------------------- | ---------------------------- | ---- |
| Area archeologica di Carife | Carife           | Avellino | Sanniti                     | Museo archeologico di Carife |      |

## Emilia-Romagna
Dell'epoca protostorica vi sono indagini avanzate in località Pilastri di Bondeno, ove sono stati refertati contenitori di vino (o aceto), ma in seguito, 
le terre a sud del fiume Po sono state nel corso dei secoli occupate da popolazioni diverse. Abitanti delle terremare, Etruschi e Galli. Se il V secolo a.C. segna l'apogeo della presenza etrusca, dall'inizio del IV secolo i Galli, che scendono d'oltre Po, si irradiano in tutta la regione: i Senoni nel territorio tra il Montone e l'Esino, i Boi al centro della regione emiliana, i Lingoni nell'area a sud del delta del Po. Questa sovrapposizione dà luogo a forme di cultura composite in Emilia, di cui un esempio significativo danno le recenti scoperte di monte Bibele, presso Monterenzio (Bologna): mentre vari reperti metallici richiamano alle genti galliche, le iscrizioni su vasi offrono la testimonianza della presenza etrusca. 
Poi, l'arrivo degli invasori da sud (Romani) ha imposto alla zona una nuova configurazione. La conquista romana però non ha estirpato il substrato gallico ma si è fuso con esso dando origine, tra l'altro, anche ai dialetti tuttora parlati localmente che sono una sovrapposizione di latino sulle lingue celtiche.
Parallelamente la Romagna fu abitata già dall'epoca preistorica, come dimostrano molti ritrovamenti. Uno dei siti archeologici più interessanti è Ca' Belvedere sul Monte Poggiolo, presso Castrocaro Terme e Terra del Sole, dove sono stati ritrovati, a partire dal 1983, migliaia di reperti archeologici risalenti a circa un milione di anni fa. I più antichi abitanti dell'attuale Romagna di cui si hanno testimonianze archeologiche furono gli Umbri e gli Etruschi. Si deve ai primi la fondazione di Sarsina; i secondi fondarono Verucchio e Rimini. A partire dal IV secolo a.C. il territorio fu conquistato da un popolo che dette un'importante impronta alla Romagna: i Celti. Tra le numerose tribù celtiche che scesero in Italia, sono da elencare Senoni, i Lingoni, e i Boi.
| Sito archeologico | Località moderna                  | Area   | Civiltà/antiche popolazioni | Principali monumenti/musei                                                                                              | Foto |
| ----------------- | --------------------------------- | ------ | --------------------------- | --- | ---- |
| Ca' Belvedere     | Monte Poggiolo (Castrocaro Terme) |        |                             | Manufatti risalenti ad oltre ottocentomila anni fa conservati presso il Museo archeologico Antonio Santarelli di Forlì. |      |
| Verruculus        | Verucchio                         | Rimini | Civiltà villanoviana        | |      |

## Friuli-Venezia Giulia
Le evidenze più antiche della presenza di individui del genere Homo sono quelle del riparo sotto roccia di Visogliano in provincia di Trieste che, oltre a resti fanunistici e litici, ha dato alla luce sei resti fossili, cinque denti e un frammento di mandibola, attribuiti a individui della specie Homo heidelbergensis, vissuti tra 500 000 e 350 000 anni BP.
Successivamente il territorio delimitato ad ovest dal fiume Livenza, a nord dalle Alpi carniche, ad est dalle Alpi Giulie e dal fiume Timavo, a sud dal Mar Adriatico, fu abitato dalla popolazione degli Euganei di origine pre-indoeuropea, di stirpe affine a quella dei Liguri Ingauni i cui insediamenti assunsero nella zona la forma dei castellieri, costruiti in prevalenza su isole fluviali e costituiti da una o più cinte murarie concentriche dalla forma quadrangolare, all'interno delle quali si sviluppava l'abitato.
Fra il X e il VII secolo a.C. a tale popolazione si sovrapposero i Veneti di origine forse illirica e provenienti dalla regione danubiana, ai quali si sostituirono nel V secolo a.C. i Carni popolo di origine celtica che introdussero, nei territori da loro occupati e in quelli limitrofi, nuove e avanzate tecniche di lavorazione del ferro e dell'argento.

## Lazio

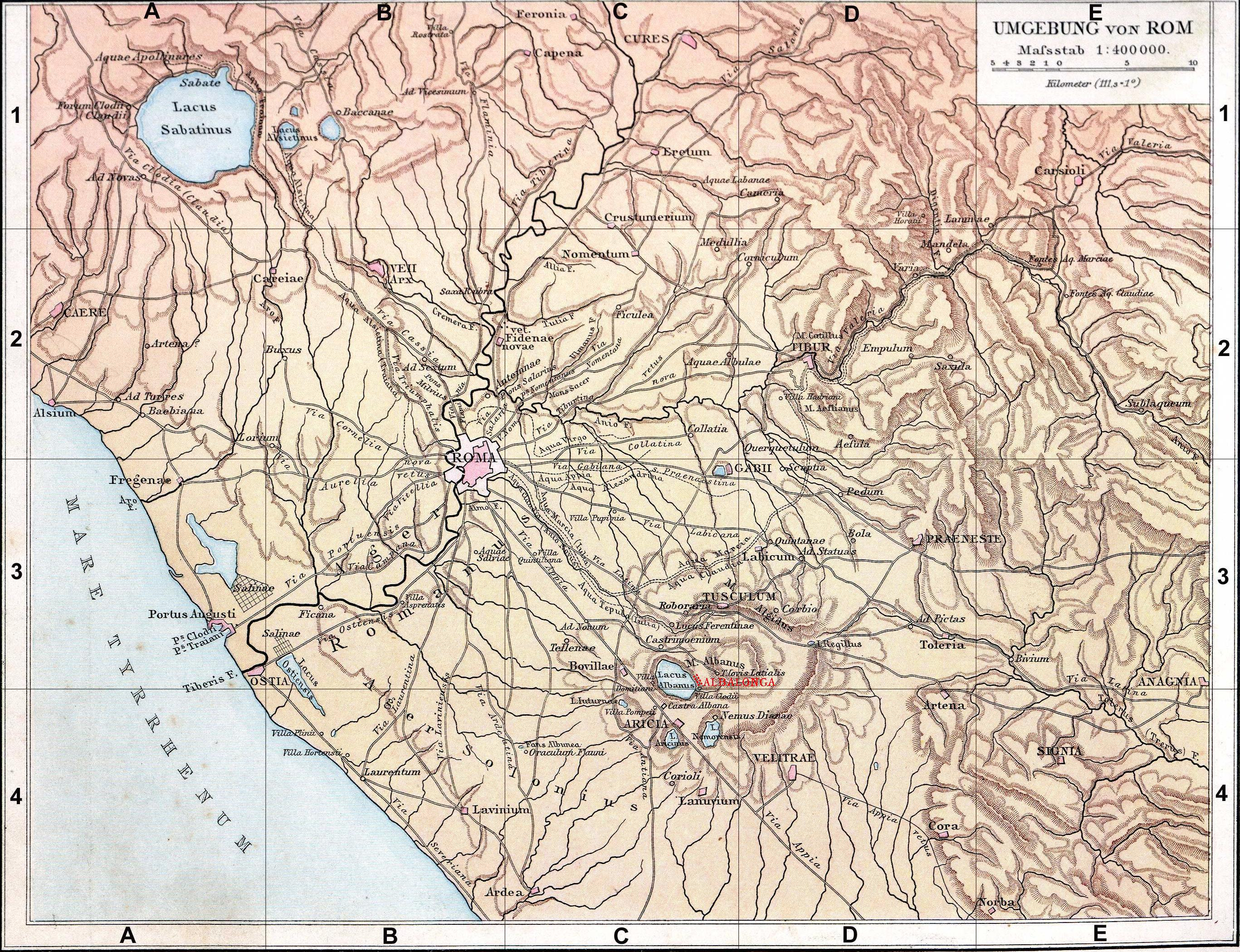
L'antico Latium vetus e i suoi principali centri abitati.

Le più antiche testimonianze della presenza di individui del genere Homo sono quelle nel Frosinate dell'Uomo di Ceprano , un individuo della specie Homo heidelbergensis datato a 400 000 anni dal presente, e dell'Uomo di Saccopastore un Homo neanderthalensis ritrovato a Roma e datato a 200 000 anni dal presente.
Al periodo finale dell'età del Bronzo (seconda metà dell'XI-X sec. a.C.), risale il villaggio preistorico delle Sorgenti della Nova a Farnese, un abitato che si ergeva su una rocca tufacea, dove a basse e semplici capanne poste sulla sommità, si uniscono abitazioni ellittiche più complesse sui terrazzamenti, e grotte scavate nella roccia, con funzioni abitative o di culto.
Rilevanti i siti archeologici neanderthaliani ritrovati nel Lazio sul monte Circeo, dove la grotta Guattari ha restituito resti di ben nove individui neanderthaliani, la grotta Breuil quelli di almeno altri due individui neanderthaliani e uno la grotta del Fossellone.
La discesa dei popoli italici, di lingua indoeuropea e procedenti, forse dall'Europa centrale o orientale, fra cui i Latini, da cui la regione ha poi preso il nome, si fa risalire al II millennio a.C., in epoca protostorica. Le prime testimonianze di epoca storica (che per il Lazio ha inizio nell'VIII secolo a.C. circa), ci permettono di stabilire che nel Lazio settentrionale si erano stanziati gli Etruschi, popolazione non indoeuropea, di provenienza ignota, e portatrice di una civiltà particolarmente raffinata. Nello stesso periodo le popolazioni italiche avevano consolidato il proprio potere in altri territori della regione: i Latini nel cosiddetto Latium Vetus, il cui fulcro era situato sui Colli Albani e nella zona della Valle del Tevere; i Falisci, i Veienti, i Capenati, i centri arcaici di Poggio Sommavilla e Foglia, con influenza culturale Latino-Etrusca a nord di Roma; i Sabini nel Lazio nord-orientale (una volta Abruzzo, conca Reatina); Ernici Aurunci ed Equi a sud, nell'attuale Frusinate; i Volsci nella parte costiera del Lazio a sud delle foci del Tevere.
| Sito archeologico                       | Località moderna         | Area             | Civiltà/antiche popolazioni  | Principali monumenti/musei | Foto |
| --------------------------------------- | ------------------------ | ---------------- | ---------------------------- | --- | ---- |
| Fidenae                                 | Fidene (Roma)            | Roma             | Latini                       | Sul luogo dove poi sorse l'antica Fidenae, sono stati trovati resti di una abitazione protostorica dell'età del ferro, oltre a resti di tombe di epoca protostorica, orientalizzante e arcaica ai margini dell'abitato antico e a nord-est, nella confinante Tenuta Radicicoli.       |      |
| Luni sul Mignone                        | fraz. di Blera           | Viterbo          |                              | Resti di un complesso abitativo dell'età del bronzo. |      |
| Mons Albanus                            | Rocca di Papa            | Roma             | Populi Albenses e poi Latini | |      |
| Polledrara di Cecanibbio                | Via di Cecanibbio, Roma  | Roma             | Homo Heidelbergensis         | Il giacimento de La Polledrara, identificato nel 1984, rappresenta uno dei più ricchi depositi paleontologici esistenti. Oltre ai resti di numerose specie preistoriche (elefanti, bovini), presenta anche tracce di età umana risalenti al Paleolitico medio (circa 225.000 anni fa) |      |
| Colli Oti - Grappignano - Colle Rosetta | Poggio Sommavilla Foglia | Valle del Tevere |                              | Giacimento di industria litica sui terrazzi fluviali del Tevere, Punte di Freccia, Raschiatoi, Matrici |      |

## Liguria
Le testimonianze della presenza dell'uomo in Liguria sono da ricercarsi fin dalla preistoria. Presso il porto di Nizza, a Terra Amata, sono state ritrovate le tracce delle più antiche capanne costruite da cacciatori nomadi, circa 300.000 anni fa. La stratigrafia ha mostrato diversi periodi insediativi, con resti di capanne ovali a focolare centrale, ciottoli scheggiati, raschiatoi e animali catturati quali cinghiali, tartarughe, rinoceronti di Merk, elefanti meridionali, uri, uccelli vari. Vicino a Loano sono state trovate tracce dell'Homo neanderthalensis. Nelle grotte di Toirano sono visibili segni di frequentazioni riconducibili alla fine del Paleolitico superiore. Nella grotta dei Balzi Rossi di Ventimiglia sono apparsi resti che ricordano l'Uomo di Cro-Magnon. Alle Arene Candide si trovano testimonianze del Neolitico e strati epigravettiani databili tra i 20.000 e i 18.700 anni fa, mentre nelle grotte lungo il torrente Pennavaira, nella valle omonima in territorio ingauno, sono stati ritrovati reperti umani risalenti fino al 7.000 a.C.
A partire dal II millennio a.C. (neolitico) si hanno notizie della presenza dei liguri su un territorio molto vasto, corrispondente alla maggior parte dell'Italia settentrionale. Comunemente si pensa che gli antichi Liguri si sistemarono sul litorale mediterraneo dal Rodano all'Arno (così ci tramanda Polibio) spingendo la propria presenza fino alla costa mediterranea spagnola ad occidente ed al Tevere verso Sud-Est, colonizzando le principali isole come la Corsica, la Sardegna (Vedi: Corsi (popolo antico)) e la Sicilia. Poteva essere una popolazione di circa 200.000 persone, suddivise in varie tribù. Di loro ci restano numerosi reperti ceramici.
| Sito archeologico                                                        | Località moderna                 | Area    | Civiltà/antiche popolazioni                                          | Principali monumenti/musei | Foto |
| ------------------------------------------------------------------------ | -------------------------------- | ------- | -------------------------------------------------------------------- | --- | ---- |
| Balzi Rossi                                                              | frazione Grimaldi di Ventimiglia | Imperia | Paleolitico, con attestazioni della presenza dell'Uomo di Cro-Magnon | Comprende diversi reperti di epoca paleolitica ed un Museo ad essi dedicato. |      |
|                                                                          | Bordighera                       | Imperia | Liguri                                                               | Il borgo nacque intorno al V secolo a.C. grazie alla presenza dei Liguri, abitando in villaggi fortificati costruiti sulla sommità delle alture. A testimonianza vi sono i due villaggi, che gli archeologi hanno denominato castellari, nel territorio di Bordighera. Il primo è nella zona di Montenero, mentre l'altro a Sapergo di fronte alla frazione Sasso, presso l'attuale casello dell'autostrada. Quello di Sapergo, scoperto nel 1970, ha restituito tracce di muri a secco dell'epoca preromana, accanto ad altre murature di epoca romana e medievale. Sempre a Bordighera vi è l'Istituto Internazionale di Studi Liguri (oggi presso il Centro Nino Lamboglia). Il centro promuove lo studio e la valorizzazione dell'archeologia e della storia dell'arte dell'antica Liguria Occidentale. |      |
|                                                                          | Chiavari                         | Genova  | Liguri                                                               | Nel 1959, sono stati rinvenuti nella zona dell'attuale "viale Enrico Millo" alcuni insediamenti umani e i resti di un'antica necropoli, databile all'VIII-VII secolo a.C.. Dal 1985 alcuni oggetti sono conservati presso il Museo archeologico di Chiavari, dedicato alla preistoria e protostoria dell'area geografica del Tigullio, tra i quali tombe racchiuse in lastroni d'ardesia dove vennero rinvenuti monili e oggetti in ferro, oro e bronzo. |      |
|                                                                          | Diano Marina                     | Imperia | Liguri                                                               | Resti di una necropoli del Paleolitico superiore e dell'Età del Ferro, quali urne cinerarie, sono oggi conservati nel Museo Civico della "Comunitas Diani". |      |
| "Caverna delle Arene Candide" Grotta delle Fate" "Caverna della Pollera" | Finale Ligure                    | Savona  | Liguri                                                               | Numerosi ritrovamenti archeologici, rinvenuti nelle caverne e grotte del territorio del Finale, sono da datare al già al Paleolitico. Tra i siti preistorici più importanti vi è la cavità delle "Arene Candide" (ad occidente del promontorio della Caprazoppa), in cui è stata rinvenuta la "sepoltura del Giovane Principe", considerata dagli storici una delle tombe paleolitiche più antiche d'Europa. Reperti databili al paleolitico superiore e medio sono stati rinvenuti nella "Grotta delle Fate" (o "Caverna delle Fate"), sita nell'Arma delle Manie. Attualmente tali reperti, ai quali vanno aggiunti ritrovamenti di manufatti e utensili, sono in mostra presso il Museo Archeologico del Finale, sito all'interno del complesso conventuale di Santa Caterina a Finalborgo.              |      |
| Grotte di Toirano                                                        | Toirano                          | Savona  | homo sapiens                                                         | All'interno delle grotte vi sono tracce dell'homo sapiens di oltre 12.000 anni fa e resti di ursus spelaeus di circa 25.000 anni di età. |      |

## Lombardia
Nella Pianura padana sono stati trovati vari oggetti come vasi di ceramica, frecce, accette, pietre per macinare i cereali, pettini di legno, che testimoniano la presenza dell'uomo in Lombardia già nel III millennio a.C. Nelle montagne, questa presenza è ancora più antica, essendo testimoniata la presenza dell'uomo di Neanderthal in provincia di Como e dell'uomo mesolitico, come nel caso di Canzo (CO). Le prime civiltà che si svilupparono furono quella Camuna (nel Neolitico) e la civiltà di Golasecca (Età del bronzo). L'area lombarda centro-orientale fu interessata da un'influenza etrusca attorno al V secolo a.C. In seguito, nel IV secolo a.C., la regione fu invasa dai Celti, fra cui si annoverano i popoli degli Insubri, nella Lombardia occidentale, e dei Cenomani, nella Lombardia orientale e nell'area del basso Garda e delle rive del Po.
Nell'Età del ferro (I millennio a.C.) in Val Camonica, nella Lombardia orientale, si sviluppò l'antica civiltà camuna, che ha lasciato oltre 300.000 incisioni rupestri ad esempio un'incisione famosa è quella che raffigura la rosa camuna (incisioni analoghe sono diffuse in Liguria), il più grande sito d'arte rupestre Europeo. Le prime tracce di questa popolazione in Val Camonica risalgono territorio a partire al mesolitico, alla fine della glaciazione Würm.
A partire dal XII secolo a.C., dall'unione delle precedenti culture di Polada e di Canegrate, cioè dall'unione di preesistenti popolazioni Liguri con sopraggiunte popolazioni Celtiche, in contemporanea con la nascita della cultura di Hallstatt nell'Europa centrale ed alla cultura di Villanova nell'Italia centrale, si sviluppa una nuova civiltà che gli archeologi chiamano di Golasecca dal nome della località dove sono stati rinvenuti i primi ritrovamenti. I Golasecchiani abitavano un territorio esteso circa 20.000 km², dallo spartiacque alpino al Po, dalla Valsesia al Serio, gravitando attorno a tre centri principali: la zona di Sesto Calende, di Bellinzona, ma soprattutto del centro protourbano di Como. Con l'arrivo di popolazioni galliche d'oltralpe, nel IV secolo a.C. questa civiltà celto-ligure decade e si esaurisce.
| Sito archeologico | Località moderna | Area    | Civiltà/antiche popolazioni | Principali monumenti/musei                                                                             | Foto |
| ----------------- | ---------------- | ------- | --------------------------- | --- | ---- |
|                   | Val Camonica     | Brescia | Età del ferro               | Incisioni rupestri della Val Camonica Riserva naturale Incisioni rupestri di Ceto, Cimbergo e Paspardo |      |

## Marche
In Contrada Pace a Tolentino è stato ritrovato un sito all'aperto frequentato dai cacciatori-raccogliori del mesolitico, risalente a crica 11 000 anni dal presente. Oltre a manufatti litici della cultura sauveterriana, sono stati recuperati resti di armi e delle ossa delle prede cacciate.
Le Marche, intese come attuale delimitazione amministrativa regionale, vissero un periodo di relativa unità culturale nell'Età del ferro, quando furono abitate per la quasi totale interezza dai Piceni, con gli importanti centri di Novilara (nei pressi di Pesaro), Ancona, Belmonte Piceno, Ascoli Piceno. Nel IV secolo avanti Cristo, l'area settentrionale, fino al fiume Esino, venne invasa dai Galli Senoni, mentre i Greci di Siracusa fondarono la colonia di Ancona. La regione visse allora un periodo di dualità culturale durato sino alla conquista romana.

## Molise
Le prime testimonianze di vita umana in Molise si hanno sin dal Paleolitico, come dimostrano i ritrovamenti del sito archeologico di "Isernia La Pineta", la cui frequentazione è stata datata a 700 000 anni dal presente, tra le più antiche testimonianze paleolitiche d'Italia. Il sito, oltre a resti faunistici e litici, ha restituito il fossile di un bambino vissuto 583 000 anni dal presente, che si pensa appartanesse alla specie Homo heidelbergensis.
Nel rifugio sottoroccia di |Morricone del Pesco, nel comune di Civitanova del Sannio in provincia di Isernia sono state ritrovate pitture rupestri preistoriche.

## Piemonte
I primi insediamenti nella regione che oggi viene chiamata Piemonte (dal latino ad pedem montium, letteralmente «ai piedi dei monti») risalgono al Paleolitico medio (tracce della presenza umana sono state ritrovate sul Monte Fenera nei pressi di Borgosesia). Al Neolitico risalgono invece gli utensili ritrovati nei pressi di Alba, Ivrea e nella Valle di Susa.
Il territorio fu poi abitato dai Liguri, stanziatisi in gran parte dell'Italia settentrionale, e da altri popoli di stirpe celtica e celto-ligure, quali i Taurini, i Graioceli, i Bagienni, i Salassi e i Vertamocori. Una grande varietà di popolazioni, dunque, che vivevano di agricoltura, di pastorizia ai piedi delle montagne, di pesca lungo i grandi corsi d'acqua e che possedevano nel contempo grandi abilità artigianali e metallurgiche. Sembra che la città di Torino sia sorta in epoca romana poco lontano da un insediamento di Taurini, dai quali potrebbe prendere il nome.
| Sito archeologico | Località moderna | Area   | Civiltà/antiche popolazioni                  | Principali monumenti/musei | Foto |
| ----------------- | ---------------- | ------ | -------------------------------------------- | --- | ---- |
|                   | Arona            | Novara | Cultura di Golasecca e Romani                | Vi sono resti in tutto il territorio circostante della presenza di cacciatori del Neolitico (presso il Lagone di Mercurago, della cultura di Golasecca, a Gravellona Toce), oltre ad una mansio di epoca romana. I reperti sono conservati presso il Museo Civico Archeologico della città. |      |
| Monte Cavanero    | Chiusa di Pesio  | Cuneo  | Età del Bronzo, prima Età del Ferro e Romani | Sul monte, oltre ad una fortificazione di epoca romana, è stata identificata una necropoli utilizzata tra il l'XI e il IX secolo a.C., ovvero tra l'Età del Bronzo e il primo periodo dell'Età del Ferro. All'Età del Ferro presumibilmente risalgono anche i Bronzi del Monte Cavanero, una serie di 319 oggetti scoperti nel 1991 nel cosiddetto ripostiglio del Cavanero, detto così perché interpretato come deposito di un artigiano dell'Età del Ferro. I reperti sono conservati presso il Complesso Museale "Cav. G. Avena" di Chiusa Pesio. |      |

## Puglia
I primi insediamenti umani in Puglia risalgono a 1 500 000 milioni di anni BP, e sono testimoniati da oltre 300 manufatti litici ritrovati nel sito di Pirro Nord ad Apricena in provincia di Foggia, attribuiti all'olduvaiano. Ad almeno 250 000 BP risalgono i resti fossili dell'Uomo di Altamura, una forma arcaica di Homo neanderthalensis.  
Nella grotta del Cavallo nel Salento sono stati ritrovati due denti datati ad un periodo compreso tra 43 000 e i 41 000 anni BP, attribuiti ai primi esseri umani moderni europei (EEMH, da European early modern humans in inglese), i più antichi fossili di Homo sapiens finora ritrovati in Italia, associati alla cultura archeologica uluzziana.
La grotta Paglicci sul Gargano ha restituito migliaia di reperti litici, e i resti di due donne EEHM vissute 30000 anni BP, attestando la presenza umana da 39 000 a 13 300 anni BP; un'altra notevole testimonianza dei "primi pugliesi" è rappresentata da Delia, un ominide donna vissuta 28 000 dal presente, scoperta ad Ostuni, che conservava in grembo i resti di un feto in fase terminale, un evento quantomai raro nella storia della ricerca archeologica. 
Altre scoperte archeologiche sono quelle di alcune statue ossee, datate a 20 000 anni BP, rinvenute nella Grotta delle Veneri presso Parabita, le quali dimostrano l'esistenza in epoca gravettiana di culti della fertilità, mentre nella  grotta Le Mura a Monopoli, sono stati ritrovati resti fossili di un bambino di circa un anno e mezzo di vita datato a 17 000 anni BP. Queste, ed altri rinvenimenti riferibili all'epigravettiano, che testimoniano la presenza umana prima, durante e dopo il periodo dell'ultimo massimo glaciale, portano ad ipotizzare che i siti pugliesi abbiano fornito un rifugio glaciale ai primi esseri umani moderni europei (EEMH-da European early modern humans in inglese) migrati fin qui in conseguenza dei forti cambiamenti climatici legati all'ultima glaciazione d'Europa.
In località Passo di Corvo, alle porte di Foggia, troviamo il sito archeologico del Neolitico (dal VI al IV millennio a.C.). In questa area, dal Vicino Oriente, giunse in Italia la pratica dell'agricoltura, favorita dalla fertilità del tavoliere di Puglia. Nella stessa città di Foggia sono stati trovati altri siti del neolitico: nell'area della villa comunale, dell'ex ippodromo e in località Pantano, tra i quartieri Ordona Sud, San Lorenzo e Salice Nuovo.
Numerosi nella regione i graffiti come quelli della Grotta Romanelli, presso Castro, e della Grotta dei Cervi, presso Porto Badisco. Recenti scavi effettuati a Roca Vecchia hanno inoltre evidenziato un imponente sistema di fortificazioni risalente all'età del bronzo (XV-XI secolo a.C.). Nella stessa area si trova un altro sito archeologico importante: la grotta della Posia piccola, riscoperta dagli archeologi nel 1983; essa si sviluppa circolarmente su una superficie di 600 m² e reca numerosissime iscrizioni votive, talvolta sovrapposte, di epoche e civiltà differenti, che risalgono all'VIII-II secolo a.C.. Altre importanti testimonianze ancestrali sono rappresentate da alcune costruzioni megalitiche, soprattutto nel Salento, come i dolmen, menhir e specchie, che nei secoli successivi furono adibite al culto del Cristianesimo.

## Sardegna

Le tribù nuragiche (XVII-II secolo a.C.).

La Sardegna conta circa 6 500 siti preistorici, prenuragici e nuragici; ne fanno la regione col più alto numero di monumenti di questa tipologia in Italia e in Europa, a dimostrazione di come la civiltà sarda si formò nel corso dei millenni lasciando un segno indelebile nell'isola.
Del periodo preistorico si contano:
- più di 1 200 Domus de Janas strutture sepolcrali preistoriche costituite da tombe scavate nella roccia tipiche della Sardegna prenuragica[58]. Si trovano sia isolate che in grandi concentrazioni costituite anche da più di 40 tombe.
- più di 400 menhir sparsi sul territorio, solo nel paese di Laconi ve ne sono 100[senza fonte]. In Sardegna prendono il nome di perdas fittas o pedras fittas, "pietre conficcate". Presenti in varie zone dell'isola, i monoliti a volte non presentano incisioni e sono completamente lisci con chiara simbologia fallica, altri invece recano scolpito il simbolo femminile di fecondità, le mammelle, segni che evocano la Dea Madre.
- un centinaio di dolmen[senza fonte], un tipo di tomba megalitica preistorica a camera singola di epoca prenuragica. Diffusi in tutto il mondo.
- l'altare megalitico di Monte d'Accoddi, nella cui area sottostante sono presenti domus de janas, menhir e una enorme palla di pietra sferica.
- un altare preistorico di difficile datazione presente all'interno del Sito archeologico di Santo Stefano nei pressi di Oschiri
- Decine di circoli megalitici sparsi in tutto il territorio isolano con varia forma e struttura.

Inoltre vanno ricordati i reperti tipici del periodo prenuragico quali le diffusissime statuette votive richiamanti la Dea Madre.
Mentre del periodo nuragico abbiamo una evoluzione nella costruzione dei monumenti megalitici, i quali risultano essere singolari e unici per funzione e struttura in tutto il mondo. Parliamo di:
- Circa 8.000 nuraghi, mediamente uno ogni 3 km², (7.000 disseminati nel territorio sardo) che con centinaia di villaggi e tombe megalitiche sono la testimonianza di una singolare civiltà sviluppatasi nell'isola a partire dal II millennio a.C.. Il nuraghe era il centro della vita sociale degli antichi Sardi, aventi strutture e scopi differenti in base alla collocazione sul territorio, non solo militare ma anche abitativo, votivo e sacro.
- circa 800 tombe dei giganti (luoghi di sepoltura)[59] le cui stele centrali possono arrivare fino a 4 m di altezza, sono monumenti funerari costituiti da sepolture collettive appartenenti alla età nuragica (II millennio a.C.) e presenti in tutta la Sardegna. Sono delle costruzioni a pianta rettangolare absidata, edificate mediante dei monoliti di pietra di grandi dimensioni conficcati nella terra.
- Svariate centinaia di betili, isolati o nei pressi delle tombe dei giganti. Richiamiamo principalmente divinità femminili. Singolari sono quelli ritrovati a Monte Prama, aventi alcuni due occhi davanti e dietro.
- più di 300[senza fonte] pozzi sacri (luoghi di culto) dalla raffinata tecnica costruttiva e differenti come struttura: templi o fonte sacra.

Nel territorio sardo sono presenti migliaia di monumenti e sono stati trovati reperti associabili alle relazioni che l'antica civiltà sarda ebbe con gli altri popoli come i micenei, oltre a quelli relativi al periodo punico-fenicio e romano (un esempio classico è Nora e l'antica città di Tharros).
| Sito archeologico                       | Località moderna | Area                       | Civiltà/antiche popolazioni | Principali monumenti/musei            | Foto |
| --------------------------------------- | ---------------- | -------------------------- | --------------------------- | ------------------------------------- | ---- |
| Area archeologica di Santa Cristina     | Paulilatino      | provincia di Oristano      | Civiltà nuragica            | Santuario nuragico di Santa Cristina  |      |
| Monte d'Accoddi                         | Sassari          | provincia di Sassari       | Sardegna prenuragica        | Altare preistorico di Monte d'Accoddi |      |
| Dolmen di Sa Coveccada                  | Mores            | provincia di Sassari       | Sardegna prenuragica        |                                       |      |
| Complesso archeologico di Pranu Muttedu | Goni             | provincia di Cagliari      | Sardegna prenuragica        |                                       |      |
| Tomba dei giganti di Su Mont'e s'Abe    | Olbia            | provincia di Sassari       | Sardegna nuragica           |                                       |      |
| Monte Prama                             | Cabras           | provincia di Oristano      | Civiltà nuragica            | Giganti di monte Prama                |      |
| Nuraghe Arrubiu                         | Orroli           | provincia di Cagliari      | Civiltà nuragica            |                                       |      |
| Nuraghe Losa                            | Abbasanta        | provincia di Oristano      | Civiltà nuragica            |                                       |      |
| Nuraghe Santu Antine                    | Torralba         | provincia di Sassari       | Civiltà nuragica            |                                       |      |
| Su Nuraxi di Barumini                   | Barumini         | provincia del Sud Sardegna | Civiltà nuragica            |                                       |      |
| Nuraghe Fenu                            | Pabillonis       | provincia del Sud Sardegna | Civiltà nuragica            |                                       |      |
| Nuraghe Santu Sciori                    | Pabillonis       | provincia del Sud Sardegna | Civiltà nuragica            |                                       |      |
| Necropoli di Montessu                   | Villaperuccio    | Provincia del Sud Sardegna | Sardegna prenuragica        |                                       |      |

## Sicilia

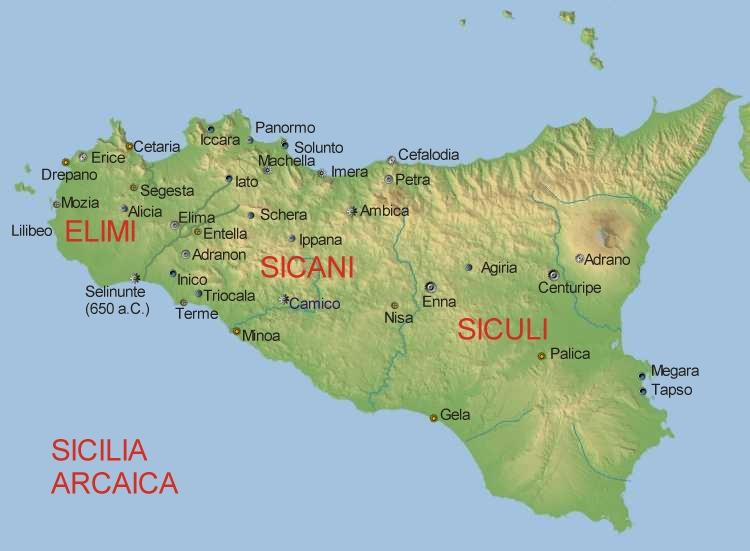
Gli insediamenti in Sicilia

La preistoria della Sicilia rappresenta quel lunghissimo lasso di tempo che va dalla comparsa di uomini sull'isola fino al momento in cui i Greci vi introdussero la scrittura, colonizzandola. Le origini della presenza dell'uomo in Sicilia sono oggetto di dibattito tra gli studiosi di paletnologia. Per la Sicilia va tenuta in conto la distanza dagli epicentri dei fenomeni di glaciazione del Nord Europa e dell'arco alpino. Per questa ragione, in Sicilia come in tutto il Mediterraneo ai dati relativi alle sedimentazioni vanno sovrapposte le informazioni derivate dagli studi dei fenomeni eustatici: le diverse linee di riva vengono evidenziate o da fenomeni erosivi o da serie di fori circolari prodotti dai litodomi. Inizialmente fu abitata da diverse popolazioni come Sicani, Elimi e Siculi.

## Toscana
Le più antiche testimonianze del popolamento umano in Toscana, risalgono al Paleolitico; la specie più antica, del genere Homo, rappresentata in Toscana, è quella dell'uomo Homo heidelbergensis, i cui strumenti in pietra sono invece stati ritrovati in abbondanza nella vicina Valle dell'Arno e nell'area costiera livornese. 
Nel sito archeologico di Poggetti Vecchi in provincia di Grosseto sono stati ritrovati reperti umani risalenti a 170 000 anni dal presente, che si ipotizza siano associati all'Homo neanderthalensis, i più rilevanti dei quali sono bastoni di legno ritrovati vicino ad ossa di elefante dalle zanne dritte, che ne dimostra l'uso come strumento per la loro macellazione.

## Trentino-Alto Adige
Le diverse valli che ora compongono il Trentino furono abitate in epoca mesolitica e gli insediamenti più rilevanti si concentrarono nella Valle dell'Adige, la zona più adatta alle attività umane per il suo clima e la posizione di centralità rispetto alle valli laterali. Si ipotizza che i primi insediamenti siano relativi a cacciatori provenienti da zone più basse della Pianura Padana e delle Prealpi Venete, che si spostarono in Trentino a seguito dello sciogliersi del ghiaccio che copriva i territori alpini. In diverse zone della Provincia sono stati ritrovati reperti risalenti al Mesolitico, in particolare sepolture. Tra queste si possono ricordare gli scheletri di cacciatori ritrovati a Vatte di Zambana e Mezzocorona, mentre oggetti lavorati, destinati ad essere corredi funebri, sono stati ritrovati nei siti di Ischia Podetti. Importante l'insediamento dei Laghetti di Colbricòn, presso il Passo Rolle, vasta area di attività di caccia di uomini del Neolitico.
I rinvenimenti archeologici dimostrano la presenza dell'uomo nelle valli dell'odierno Alto Adige dopo la fine dell'ultima glaciazione, intorno al 12 000 a.C. Reperti provenienti dall'Alpe di Siusi sono databili al paleolitico inferiore. Accampamenti di cacciatori mesolitici risalenti all'VIII millennio a.C. sono stati scoperti nei fondi valle presso Bolzano, Bressanone, Valle Aurina e Salorno. 
La celebre mummia del Similaun, nota anche come Ötzi, avrebbe un'età di circa 5 300 anni. Questo la pone nell'età del rame, momento di transizione tra il neolitico e l'età del bronzo. Sepolcri in pietra del 2000 a.C. sono stati localizzati ad Appiano. Il clima era ancora più mite di oggi, come dimostrano i reperti localizzati in grotte della Val Pusteria.
Per l'età del bronzo (1800 - 1300 a.C.) sono attestati insediamenti sia nelle valli principali che in quelle secondarie, localizzati su terrazzi alluvionali e su siti d'altura. Intorno al 1500 a.C., l'uomo si spinse più in alto, lasciando le vallate di mezzamontagna, per estrarre il rame in Valle Aurina e d'Isarco. Durante l'età del bronzo e del ferro nella regione sono attestate culture locali autoctone che occupavano approssimativamente l'area del Tirolo storico.
Appartiene alla tarda età del bronzo e alla prima età del ferro la cultura di Luco-Meluno, che prende il nome da due importanti siti archeologici presso Bressanone. Essa ebbe origine nel XIV secolo a.C. nella valle dell'Adige tra Trento e Bolzano, da dove si diffuse fino ad occupare all'incirca l'area del Trentino a nord di Rovereto, dell'Alto Adige, del Tirolo Orientale e della Bassa Engadina. La cultura di Luco-Meluno è caratterizzata da un particolare stile di ceramica riccamente decorata, mentre la produzione metallurgica è influenzata dalle culture circostanti. Gli appartenenti a questa cultura cremavano i loro morti e raccoglievano i resti in urne che poi venivano sepolte in modo simile alla cultura dei campi di urne, attestatasi in questo stesso periodo nelle valli del Tirolo Settentrionale. I santuari nei quali venivano adorate le divinità si trovavano su colline sovrastanti le vallate e vicino a corsi d'acqua e laghi, spesso anche in aree remote. I ricchi corredi funebri rinvenuti dagli archeologi dimostrano che la cultura di Luco-Meluno raggiunse il suo apice tra il XIII e l'XI secolo a.C., soprattutto grazie all'estrazione del rame, materiale necessario per la produzione del bronzo.

## Umbria
L'Umbria venne abitata in epoca protostorica dagli Umbri e dagli Etruschi. Nel Museo archeologico nazionale dell'Umbria e al Museo "Claudio Faina" di Orvieto e del Museo archeologico di Colfiorito sono conservati numerosi reperti preistorici che attestano come l'Umbria cominciò ad essere abitata già dal paleolitico. In particolare la statuetta, nota come "Venere del Trasimeno", rinvenuta nei pressi del lago Trasimeno è risalente al paleolitico superiore. A Poggio Aquilone di San Venanzo (TR) è stata rinvenuta una tomba appartenente al neolitico superiore. Le "Tane del Diavolo" di Parrano (TR), complesso carsico alle pendici del Monte Peglia, costituiscono uno dei più interessanti siti archeologici della preistoria umbra. Abitate sin dal Paleolitico Superiore, i reperti archeologici rinvenuti al loro interno a partire dai primi scavi del Calzoni (attorno agli anni trenta), testimoniano la presenza di una notevole industria litica. Al periodo di transizione dall'età del bronzo a quella del ferro è riferibile il sepolcreto di Monteleone di Spoleto, famoso soprattutto per aver riportato alla luce lo splendido carro bronzeo laminato d'oro, oggi conservato al Metropolitan Museum di New York. Famosi i resti Romani di Carsulae nei pressi di Terni.

## Valle d'Aosta
| Sito archeologico                           | Località moderna                        | Area  | Civiltà/antiche popolazioni | Principali monumenti/musei | Foto |
| ------------------------------------------- | --------------------------------------- | ----- | --------------------------- | --- | ---- |
| Area megalitica di Saint-Martin-de-Corléans | periferia di Aosta                      | Aosta | Salassi                     | Il sito potrebbe essere quel che rimane della mitica città di Cordelia, fondata da Cordelio, capostipite dei Salassi. Nel sito sono stati trovati molti reperti conservati presso il museo sorto sul sito. I reperti consistono in lastre antropomorfe di pietra incise e oggetti in vetro e ceramica. |      |
| Cromlech del Piccolo San Bernardo           | Colle del Piccolo San Bernardo/La Tuile | Aosta | Salassi                     | Questo cromlech, luogo di culto appartenente alla cultura celtica, fu costruito nella preistoria dai Salassi, popolazione di origini, lingua e cultura celtica. Alcuni reperti sono conservati presso il Museo archeologico regionale della Valle d'Aosta.                                             |      |

## Veneto
I ripari rocciosi di Villabruna in provincia di Belluno, rappresentano una rilevante area archeologica dove, oltre a numerosi reperti litici riferibili a popolazioni di cacciatori-raccoglitori, è stata scoperta la sepoltura del cosiddetto Cacciatore della Val Rosna, un individuo maschile di circa 25 anni ed alto 168 cm, vissuto nel periodo dell'epigravettiano finale, circa 14.000 anni dal presente, posto in una sepoltura adornata di pietre dipinte, dal significato cultuale.
Il sito archeologico di Mondeval de Sora, nella vallata dolomitica Mondeval in provincia di Belluno, ha restituito evidenze della presenza umana riferibili ad un arco temporale che spazia dal mesolitico fino al medioevo; alla fase più antica appartengono materiali combusti, resti di fauna, materiali litico, mentre la sepoltura con resti umani del cosiddetto Uomo di Mondoval, riferibili ad un individuo appartenente ad un gruppo di cacciatori-raccoglitori che qui aveva realizzato un abitato stagionale, è datata al 5 400 a.C. ca, nel neolitico.
| Sito archeologico                    | Località moderna            | Area    | Civiltà/antiche popolazioni | Principali monumenti/musei | Foto |
| ------------------------------------ | --------------------------- | ------- | --------------------------- | --- | ---- |
| Area megalitica di Sovizzo           | Sovizzo                     | Vicenza |                             | Complesso cultuale e funerario dell'età del Rame utilizzato fra la fine del IV e l'inizio del III millennio a.C. (3300 – 2900 a.C.)                      |      |
| Grotta del Broion                    | Longare, frazione Lumignano | Vicenza |                             | |      |
| Grotta di Fumane                     | Fumane                      | Verona  |                             | |      |
| Villaggio protostorico di Frattesina | Fratta Polesine             | Rovigo  |                             | Insediamento di oltre 20 ettari di superficie occupato dall'Età del Bronzo recente (XIII secolo a.C.) fino all'inizio dell'Età del Ferro (X secolo a.C.) |      |